# Edward Angelo Goodall
Edward Angelo Goodall (Londra, 8 giugno 1819 – Londra, 16 aprile 1908) è stato un pittore, illustratore e incisore inglese, noto per i suoi paesaggi e per i reportage illustrati da zone di guerra.

## Biografia

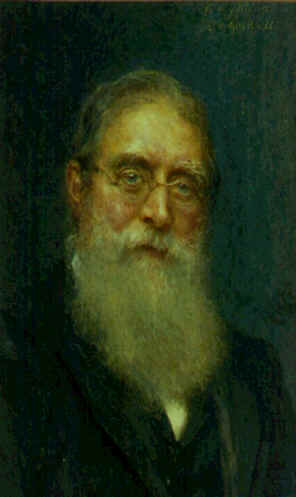
Autoritratto

Appartenente a una famiglia di artisti (il padre Edward era un incisore, noto soprattutto per la riproduzione delle opere di Turner; i fratelli Frederick e Walter erano pure pittori e la sorella Eliza pittrice), iniziò a dipingere da adolescente nella bottega del padre.
Nel 1841, su incarico del Governo prussiano, eseguì la mappatura della Guyana Inglese. Durante il soggiorno, eseguì alcune opere che raffigurano soggetti topografici e botanici, nonché popolazioni indigene, alcune delle quali ormai estinte, e che quindi costituiscono un importante documento etnografico.
Nel dicembre 1854 Goodall fu inviato dell' Illustrated London News come "artista di guerra" in Crimea e assistette alle battaglie dell'Alma e di Balaklava e all'assedio di Sebastopoli. Successivamente, compì svariati viaggi, in Francia, Italia, Spagna, Portogallo, Egitto e Marocco, e riportò immagini suggestive, soprattutto testimonianze dell'Europa della Belle Époque.
A partire dal 1856, Goodall si dedicò esclusivamente all'acquerello. Fu incaricato dalla Regina Vittoria di dipingere gli scorci che si potevano godere dalle finestre di Buckingham Palace. 
Morì il 16 aprile 1908 ed è sepolto nel cimitero di Highgate, a Londra.

## Curiosità
In suo onore, nel 1845 il botanico George Bentham chiamò goodallia una specie vegetale autoctona della Guyana.

## Galleria d'immagini

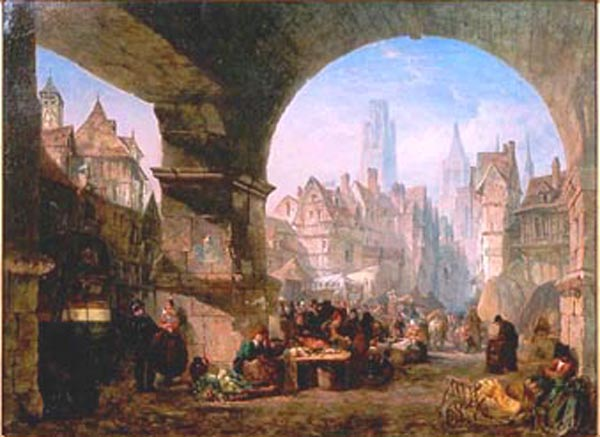
Il mercato vecchio di Rouen (1848)
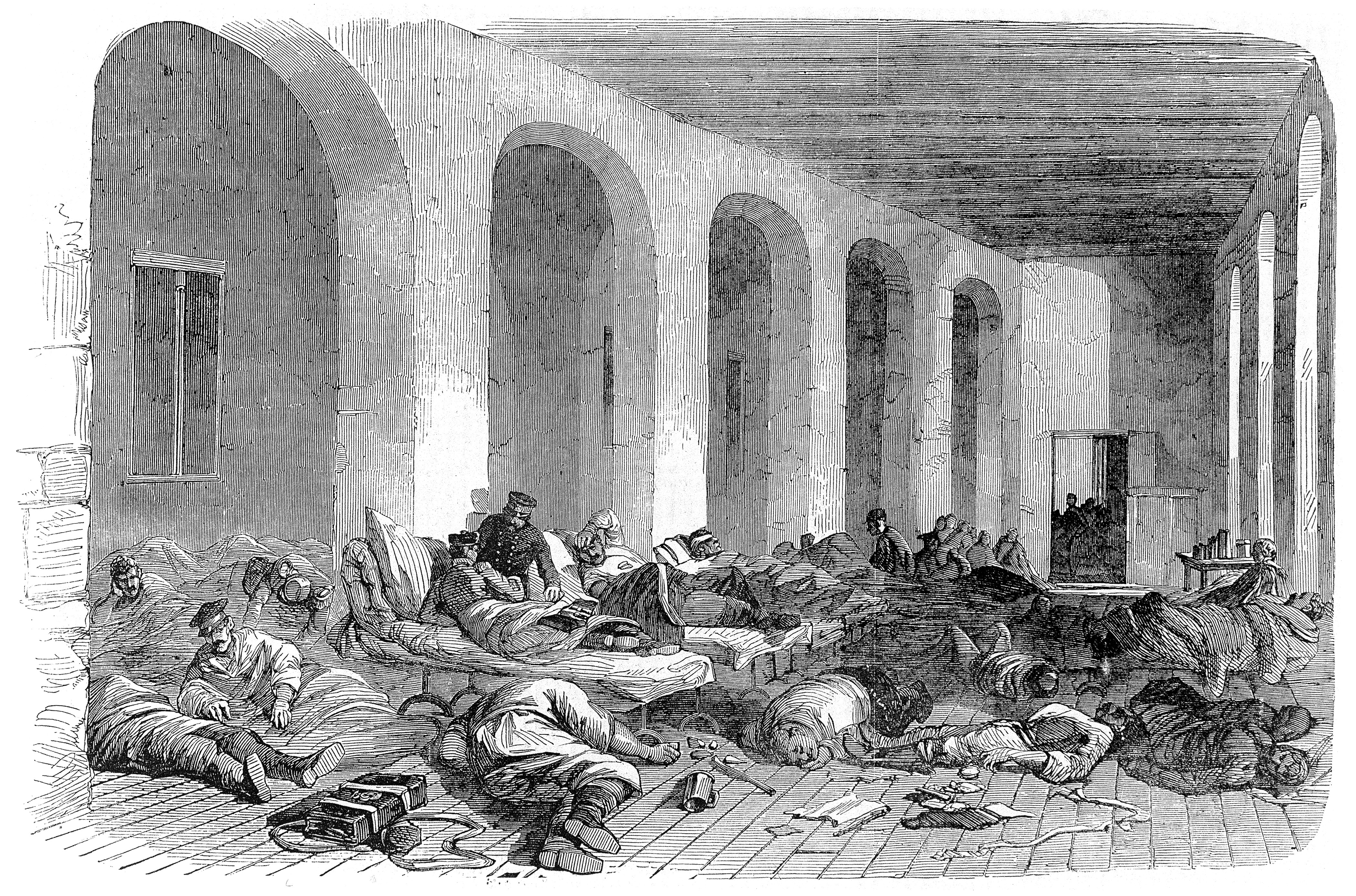
Ospedale di Sebastopoli: il dottor Durgan assiste i feriti (illustrazione per l' Illustrated London News) (1855)
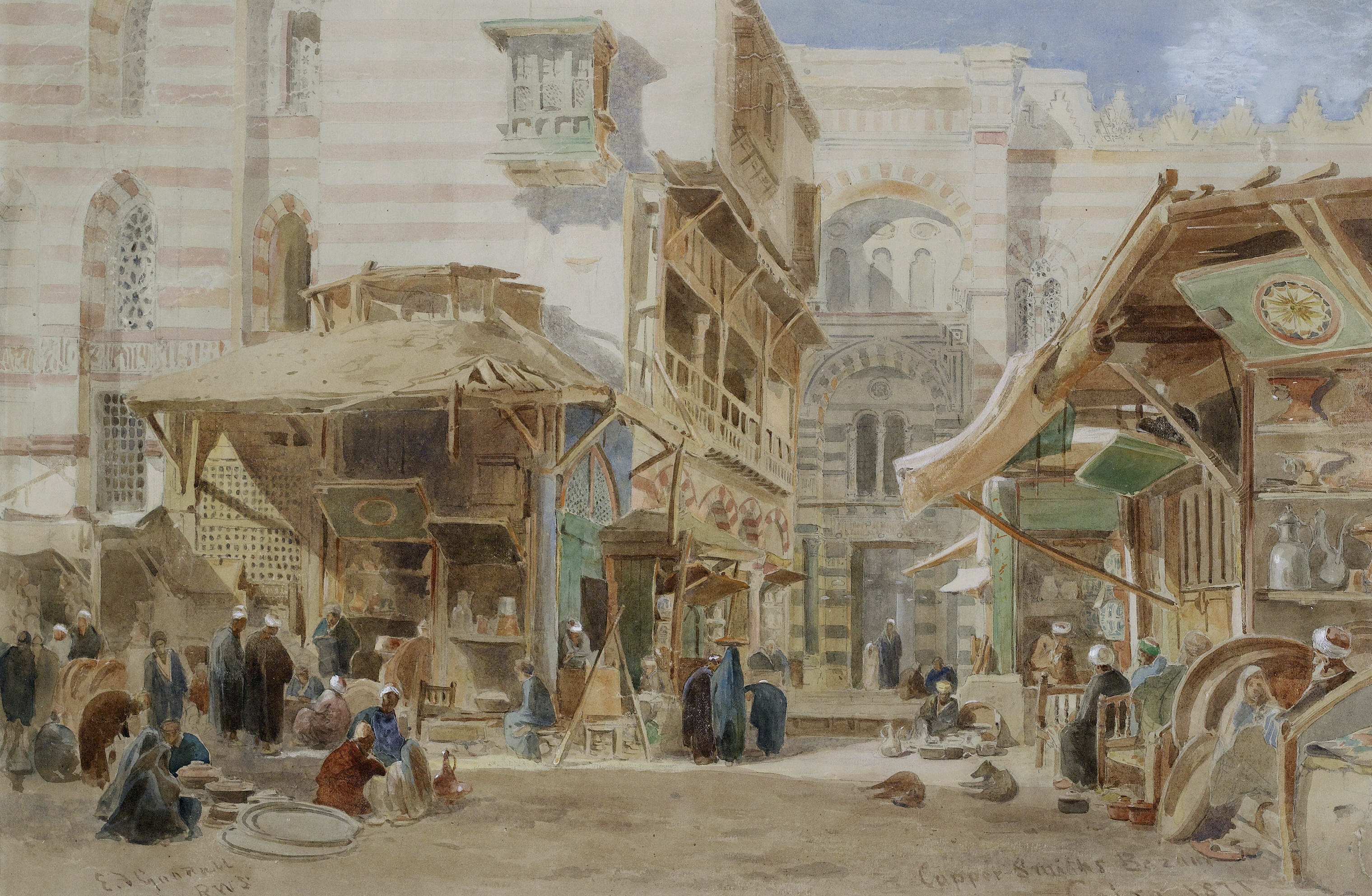
Il mercato del rame del Cairo (1871)
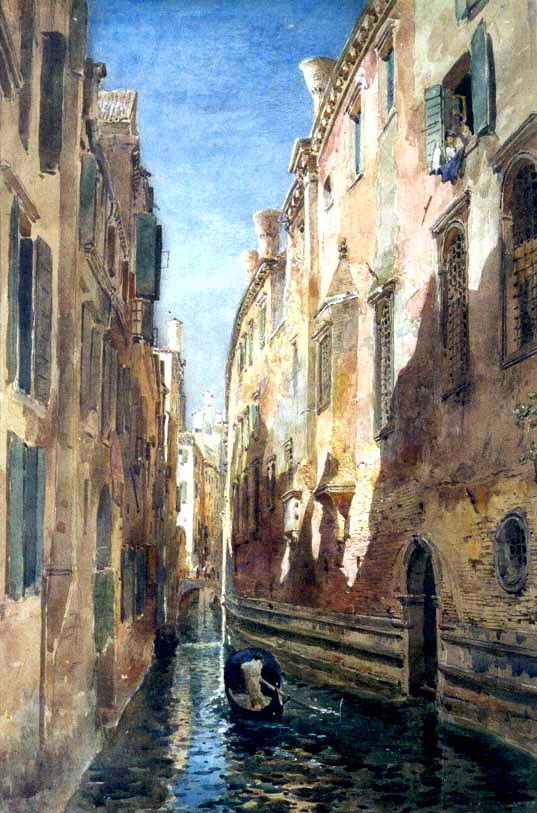
Canale di Venezia
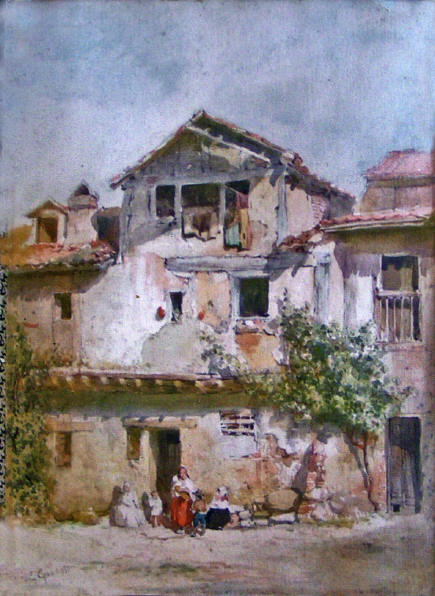
Case e persone
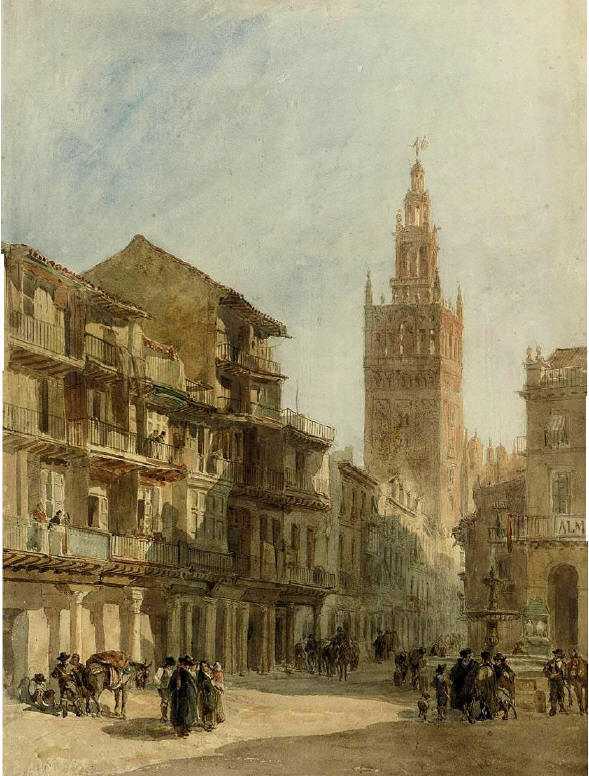
Siviglia: la Giralda
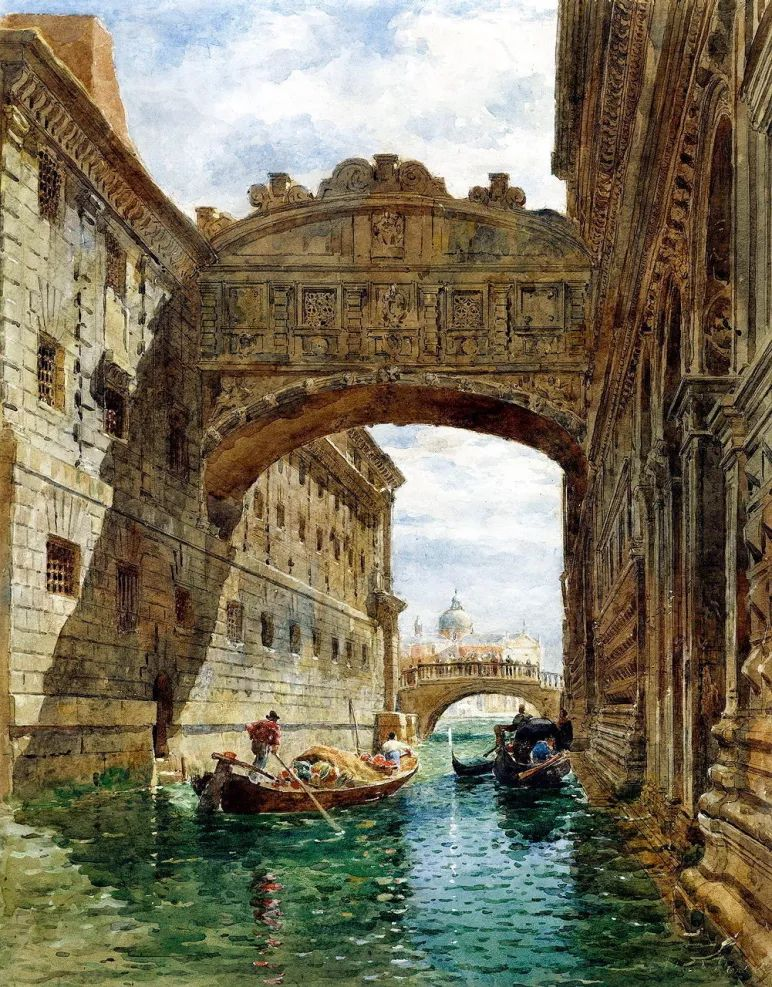
Venezia: il Ponte dei Sospiri (1900)
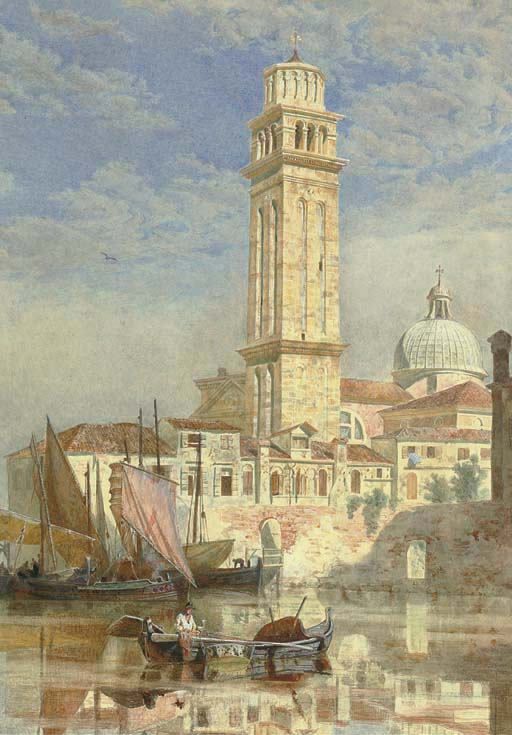
Venezia: San Pietro di Castello